# Système binaire
Pour les articles homonymes, voir Système binaire (homonymie).
 (novembre 2021).
Si vous disposez d'ouvrages ou d'articles de référence ou si vous connaissez des sites web de qualité traitant du thème abordé ici, merci de compléter l'article en donnant les références utiles à sa vérifiabilité et en les liant à la section « Notes et références ».

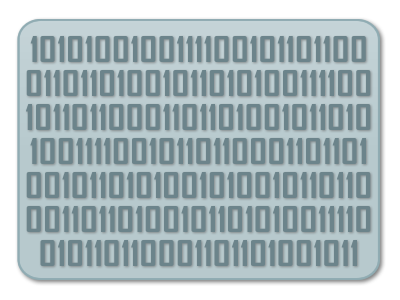
Exemple d'informations binaires.

Le système binaire (du latin binārĭus, « double ») est le système de numération utilisant la base deux.
Le chiffre de la numération binaire positionnelle est nommé couramment bit (de l'anglais binary digit, soit « chiffre binaire »). Un bit peut prendre deux valeurs, notées par convention 0 et 1.
Le système binaire est utile pour représenter le fonctionnement de l'électronique numérique utilisée dans les ordinateurs et se trouve donc au fondement de nombreux formats de données informatiques. Les langages de programmation ont souvent des types de données et des opérateurs fondés sur une représentation binaire sous-jacente.

## Définition

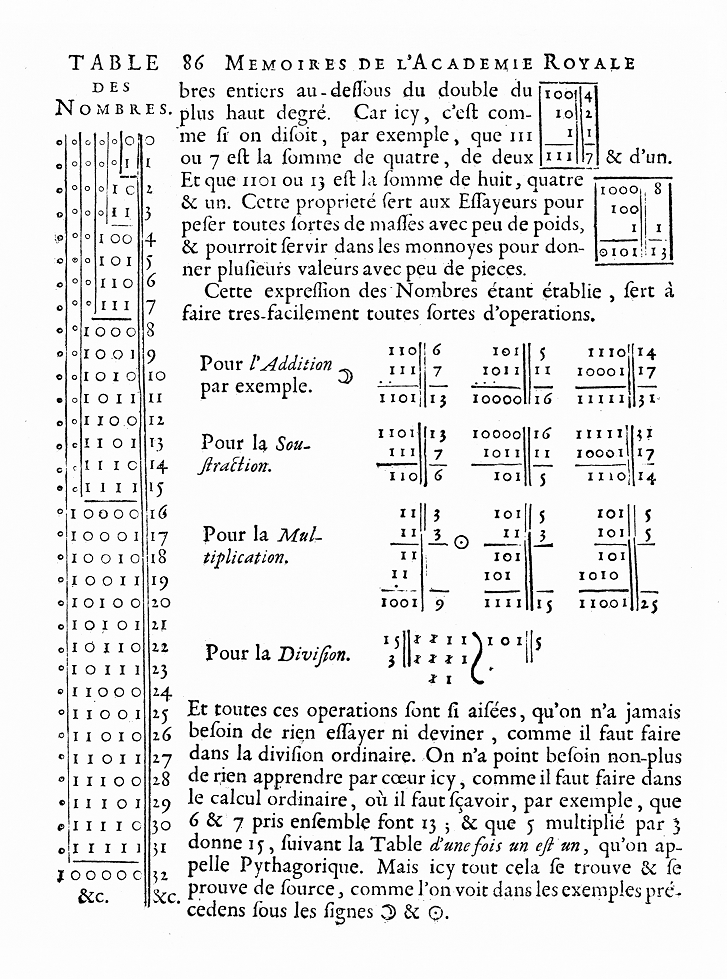
Page qui décrit le système binaire par Leibniz.

Le système binaire le plus courant est la base deux mathématique. Il permet de représenter les nombres à l'aide de la numération de position avec seulement deux chiffres (au lieu de dix chiffres par exemple dans le système décimal que nous utilisons au quotidien) : le 0 et le 1.
Dans ce type de système de numération, chaque nombre est représenté de façon unique par une suite ordonnée de chiffres. Et chaque chaque chiffre en position n est multiplié par la base à la puissance (n − 1). 
En base dix, on utilise dix chiffres, de « 0 » à « 9 » ; en base b, on utilise b chiffres, de « 0 » à  b– 1 ; donc en base deux, on n'utilise que deux chiffres, « 0 » et « 1 ». 
Ainsi, un nombre qui s'exprime en base {\displaystyle b\in \mathbb {N} ^{*}} et qui compte n chiffres s'analyse : 
{\displaystyle a_{0}b^{0}+a_{1}b^{1}+\cdots +a_{n}b^{n}}
Ainsi, en base dix, 3287 s'écrit : 
{\displaystyle 3\times 10^{3}+2\times 10^{2}+8\times 10^{1}+7\times 10^{0}}
Un nombre qui s'exprime en base {\displaystyle b\in \mathbb {N} ^{*}} par les quatre chiffres 1101 s'analyse : 
{\displaystyle 1\times b^{3}+1\times b^{2}+0\times b^{1}+1\times b^{0}}, qui donne :
| 1101 en base b = 10 : | {\displaystyle 1\times 10^{3}} | {\displaystyle +1\times 10^{2}} | {\displaystyle +0\times 10^{1}} | {\displaystyle +1\times 10^{0}} | {\displaystyle =1101} |
| 1101 en base b = 8 :  | {\displaystyle 1\times 8^{3}}  | {\displaystyle +1\times 8^{2}}  | {\displaystyle +0\times 8^{1}}  | {\displaystyle +1\times 8^{0}}  | {\displaystyle =577}  |
| 1101 en base b = 2 :  | {\displaystyle 1\times 2^{3}}  | {\displaystyle +1\times 2^{2}}  | {\displaystyle +0\times 2^{1}}  | {\displaystyle +1\times 2^{0}}  | {\displaystyle =13}   |

Ainsi, le nombre 3287 s'écrira en base deux 110011010111 car :
{\displaystyle 1\times 2^{11}+1\times 2^{10}+0\times 2^{9}+0\times 2^{8}+1\times 2^{7}+1\times 2^{6}+0\times 2^{5}+1\times 2^{4}+0\times 2^{3}+1\times 2^{2}+1\times 2^{1}+1\times 2^{0}=3287}

## Énumération des premiers nombres
Les premiers nombres, et chiffres de la base de numération 10, s'écrivent :
| décimal | binaire | commentaire                                                               |
| ------- | ------- | ------------------------------------------------------------------------- |
| 0       | 0       | zéro                                                                      |
| 1       | 1       | {\displaystyle 2^{0}=1}                                                   |
| 2       | 10      | {\displaystyle 1\times 2^{1}+0\times 2^{0}=2}                             |
| 3       | 11      | {\displaystyle 1\times 2^{1}+1\times 2^{0}=3}                             |
| 4       | 100     | {\displaystyle 1\times 2^{2}+0\times 2^{1}+0\times 2^{0}=4}               |
| 5       | 101     | {\displaystyle 1\times 2^{2}+0\times 2^{1}+1\times 2^{0}=5}               |
| 6       | 110     | {\displaystyle 1\times 2^{2}+1\times 2^{1}+0\times 2^{0}=6}               |
| 7       | 111     | {\displaystyle 1\times 2^{2}+1\times 2^{1}+1\times 2^{0}=7}               |
| 8       | 1000    | {\displaystyle 1\times 2^{3}+0\times 2^{2}+0\times 2^{1}+0\times 2^{0}=8} |
| 9       | 1001    |                                                                           |

### Opérations
Les techniques des quatre opérations de base (addition, soustraction, multiplication et division) restent exactement les mêmes qu'en notation décimale ; elles sont juste simplifiées de façon drastique parce qu'il n'y a que les deux chiffres 0 et 1. Pour la multiplication par exemple, quelle que soit la base, la multiplication par 10 (c’est-à-dire par la base elle-même) se fait en ajoutant un zéro à droite.

#### Addition et soustraction
On passe d'un nombre binaire au suivant en ajoutant 1, comme en décimal, sans oublier les retenues et en utilisant la table ordinaire (mais réduite à sa plus simple expression) :
```
 0 + 0 = 0    0 + 1 = 1                  1 + 0 = 1   1 + 1 = 0 avec 1 retenue
 0 - 0 = 0    0 - 1 = 1 avec 1 retenue   1 - 0 = 1   1 - 1 = 0
```

On constate que l'addition de deux bits A et B donne A ⊕ B (A XOR B) avec une retenue valant {\displaystyle A\land B} (A ET B). Par conséquent, cette addition donne 1 si au moins l'un des deux opérandes vaut 1, tandis que du côté de la retenue, elle vaut 1 si A et B valent tous les deux 1 (s'ils sont tous les deux vrais).
Ainsi :
```
   11
+   1
 ____
  100
```

Détail :
```
1 + 1 = 10           =
>
 on pose 0 et on retient 1
1 + 1(retenue) = 10  =
>
 on pose 0 et on retient 1
0 + 1(retenue) = 1   =
>
 on pose 1 devant 00
```

Autres exemples :
```
   1011   
+  1001
 ______
  10100
```

#### Multiplication et division
Multiplier par deux se fait en décalant chaque chiffre d'un cran à gauche et en insérant un zéro à la fin.
Par exemple, deux fois onze :
```
 1011 onze
////  décalage et insertion de 0
10110 vingt-deux
```

La division entière par deux se fait en décalant chaque chiffre d'un cran à droite, le chiffre de droite étant le reste supprimé.

Par exemple onze divisé par deux :
```
1011 onze
\\\  décalage et suppression du chiffre à droite
 101 cinq reste un
```

## Théorie informatique

Aide-mémoire sur les bases.

L'arithmétique binaire (plus simplement le calcul binaire) est utilisée par les systèmes électroniques les plus courants (calculatrices, ordinateurs, etc.). Les deux chiffres 0 et 1 sont traduits par la tension ou le passage d'un courant, ou bien son absence.
Par exemple, le 0 peut être représenté par l'état bas (tension ou courant nul) et 1 par l'état haut[réf. nécessaire] (tension qui existe, courant qui passe).

### Représentation des entiers négatifs
Pour compléter la représentation des entiers, il faut pouvoir écrire des entiers négatifs. Deux représentations existent, le complément à un et le complément à deux.

#### Vérifications requises
Avant de coder avec tout complément, il est nécessaire de vérifier que le bon nombre de bits est utilisé pour encoder le nombre en tant que nombre binaire signé.
Le nombre de bits est suffisant si et seulement s'il vérifie l'équation où n correspond au nombre de bits et N au nombre à encoder.
{\displaystyle -2^{n-1}\leq N\leq 2^{n-1}-1}
{\displaystyle 2^{n-1}-1} correspond au nombre de caractères possibles (1 est soustrait à 2n puisque l'on compte à partir de 0) tout en réservant un bit pour le signe.

#### Complément à un
Ce codage consiste à inverser la valeur de chaque bit.
Par exemple pour obtenir −7 :
```
0111 sept
1000 moins sept
```

Un défaut de ce système est que zéro a deux représentations : 0000 et 1111 (« +0 » et « −0 »). Il n'est pas utilisé par les ordinateurs courants, mais l'était par des ordinateurs anciens comme le Control Data 6600. Les deux représentations du zéro compliquent les circuits de test.

#### Complément à deux
Le complément à deux consiste à réaliser un complément à un, puis d'ajouter 1.
Par exemple pour obtenir −7 :
```
0111 sept
1000 complément à un
1001 complément à deux en ajoutant 1
```

Ce codage a l'avantage de ne pas nécessiter de différenciation spéciale des nombres positifs et négatifs, et évite en particulier le problème de double représentation du zéro.
Voici une addition de −7 et +9 réalisée en complément à deux sur 4 bits :
```
-7        1001 
+9        1001
__        ____
 2    (1) 0010 (on « ignore » la retenue)
```

Avec n bits, ce système permet de représenter les nombres entre −2n−1 et 2n−1 − 1.

### Entre les bases 2, 8 et 16

#### Du binaire vers octal ou hexadécimal
Les bases 8 (octale) et 16 (hexadécimale) sont des bases puissances de la base 2. Ces deux bases sont couramment employées en informatique pour des raisons pratiques : les nombres écrits dans ces bases sont humainement plus « manipulables » car d'écriture plus courte et celle-ci est facilement obtenue par regroupement de chiffres de l'écriture du nombre en base 2.
- Octal : base 8 = 23. Il suffit de parcourir le nombre binaire de la droite vers la gauche en regroupant les chiffres binaires 3 par 3 : chaque paquet de 3 (le dernier devant être parfois complété par des 0 à gauche) est l'écriture binaire d'un chiffre en base 8 (08 = 000, 18 = 001, 28 = 010, 38 = 011, 48 = 100, 58 = 101, 68 = 110, 78 = 111).
  - 101011011102 va s'écrire 10 101 101 110 et en convertissant la valeur de chacun des blocs en un chiffre octal, on obtient le nombre octal 25568.
- Hexadécimal : base 16 = 24. Il suffit de parcourir le nombre binaire de la droite vers la gauche en regroupant les chiffres binaires 4 par 4 : chaque paquet de 4 bits est la représentation binaire d'un chiffre en base 16. En base 16, il faut 16 symboles et conventionnellement, on utilise les 10 chiffres décimaux suivis des 6 premiers caractères de l'alphabet selon la règle suivante: A16 = 1010 = 10102, B16 = 1110 = 10112, C16 = 1210 = 11002, D16 = 1310 = 11012, E16 = 1410 = 11102 et F16 = 1510 = 11112.
  - 101011011102 va s'écrire 101 0110 1110 et en convertissant la valeur de chacun des blocs en décimal on obtient : 5, 6, 14 c'est-à-dire 56E16.

On pourrait facilement étendre ce principe à toutes les bases qui sont puissances de 2.

#### Vers le binaire
Il suffit de convertir la valeur de chacun des chiffres sous leur forme binaire en utilisant un nombre de chiffres correspondant à la puissance de la base : 16 = 24, 8 = 23, donc 4 chiffres pour l'hexadécimal et 3 pour l'octal :
- 1A2F16 va s'écrire 1 ⇒ 0001, A ⇒ 1010, 2 ⇒ 0010, F ⇒ 1111, soit 0001 1010 0010 11112.
- 1568 va s'écrire 1 ⇒ 001, 5 ⇒ 101, 6 ⇒ 110, soit 001 101 1102.

### Table des valeurs des groupements de chiffres binaires
| Binaire | Décimal | Octal | Hexadécimal |
| ------- | ------- | ----- | ----------- |
| 0000    | 0       | 0     | 0           |
| 0001    | 1       | 1     | 1           |
| 0010    | 2       | 2     | 2           |
| 0011    | 3       | 3     | 3           |
| 0100    | 4       | 4     | 4           |
| 0101    | 5       | 5     | 5           |
| 0110    | 6       | 6     | 6           |
| 0111    | 7       | 7     | 7           |

| Binaire | Décimal | Octal | Hexadécimal |
| ------- | ------- | ----- | ----------- |
| 1000    | 8       | 10    | 8           |
| 1001    | 9       | 11    | 9           |
| 1010    | 10      | 12    | A           |
| 1011    | 11      | 13    | B           |
| 1100    | 12      | 14    | C           |
| 1101    | 13      | 15    | D           |
| 1110    | 14      | 16    | E           |
| 1111    | 15      | 17    | F           |

## Code de Gray ou binaire réfléchi
Le code de Gray, également appelé binaire réfléchi, permet de ne faire changer qu'un seul bit à la fois quand un nombre est incrémenté ou décrémenté d'une unité. Le nom du code vient de l'ingénieur américain Frank Gray, qui déposa un brevet sur ce code en 1947.
Pour calculer directement le code de Gray d'un entier à partir de celui de son prédécesseur on peut procéder ainsi :
- lorsqu'il y a un nombre pair de 1 on inverse le dernier bit ;
- lorsqu'il y a un nombre impair de 1 on inverse le bit directement à gauche du 1 le plus à droite.

## Décimal codé binaire (DCB, ou BCD pourbinary coded decimal)
Afin de concilier la logique binaire de l'ordinateur avec la logique humaine, on peut convertir en binaire, plutôt que les nombres eux-mêmes, chacun des chiffres qui les composent en notation décimale positionnelle. Chacun de ces chiffres est alors codé sur 4 bits :
```
1994 =  0001    1001   1001   0100
      1×1000 + 9×100 + 9×10 + 4×1
```

Avec n bits (n multiple de 4), il est possible de représenter les nombres entre 0 et 10n/4-1. Soit approximativement entre 0 et 1.778n-1. 
Le DCB est un code redondant. En effet, certaines combinaisons ne sont pas utilisées. Par exemple, 1111 ne pourra pas être utilisé.
Cette représentation évite, par construction, tous les problèmes gênants de cumul d'arrondi. Ceux-ci peuvent intervenir lors de la manipulation de grands nombres dépassant la taille des circuits en arithmétique entière. Ils obligent alors à recourir au flottant. 
Il est cependant possible de manipuler des nombres à précision arbitraire en utilisant un codage plus efficace que le DCB.
Il existe des variantes du codage DCB :
- le code Aiken où 0, 1, 2, 3, 4 sont codés comme en DCB et 5, 6, 7, 8, 9 sont codés de 1011 à 1111 ; ce code permet d'obtenir le complément à 9 en permutant les 1 et les 0 ;
- le codage binaire excédant 3, qui consiste à représenter le chiffre à coder + 3.

## Applications

### Théorie de l'information
En théorie de l'information, l'entropie d'une source d'information est exprimée en bits. La théorie elle-même est indifférente à la représentation des grandeurs qu'elle utilise.

### Logique
La logique classique est une logique bivalente : une proposition est soit vraie, soit fausse. Il est donc possible de représenter la vérité d'une proposition par un chiffre binaire.
On peut, par exemple, modéliser les opérations de l'arithmétique binaire à l'aide de l'algèbre de Boole.
L'algèbre de Boole représente un cas très particulier d'usage des probabilités ne faisant intervenir que les seules valeurs de vérité 0 et 1. Le Théorème de Cox-Jaynes en est une autre illustration.

### Informatique
Le binaire est utilisé en informatique car il permet de modéliser le fonctionnement des composants de commutation comme le TTL ou le CMOS. La présence d'un seuil de tension aux bornes des transistors, en négligeant la valeur exacte de cette tension, représentera 0 ou 1.
Par exemple, le chiffre 0 sera utilisé pour signifier une absence de tension à 0,5 V près, et le chiffre 1 pour signifier sa présence à plus de 0,5 V. Cette marge de tolérance permet de pousser les cadences des microprocesseurs à des valeurs atteignant plusieurs gigahertz.
En informatique, la représentation binaire permet de clairement manipuler des bits : chaque chiffre binaire correspond à un bit. Cependant, la représentation binaire nécessitant l'usage de beaucoup de chiffres, même pour des nombres assez petits. Elle entraîne d'importants problèmes de lisibilité et donc de risques d'erreur de transcription pour les programmeurs. On préfère donc d'autres représentations : la notation hexadécimale, qui permet de manipuler l'information par paquets de 4 bits, est adaptée à la quasi-totalité des microprocesseurs actuels travaillant avec des mots de 8, 16, 32 ou 64 bits ; plus rare, la notation octale, populaire du temps des premiers mini-ordinateurs DEC à 12 ou 36 bits, qui permet de représenter l'information par paquets de 3 bits.
- 63 (10) = 111111 (2) = 77 (8) = 3F (16)
- 64 (10) = 1000000 (2) = 100 (8) = 40 (16)
- 255 (10) = 11111111 (2) = 377 (8) = FF (16)
- 256 (10) = 100000000 (2) = 400 (8) = 100 (16)

## Histoire

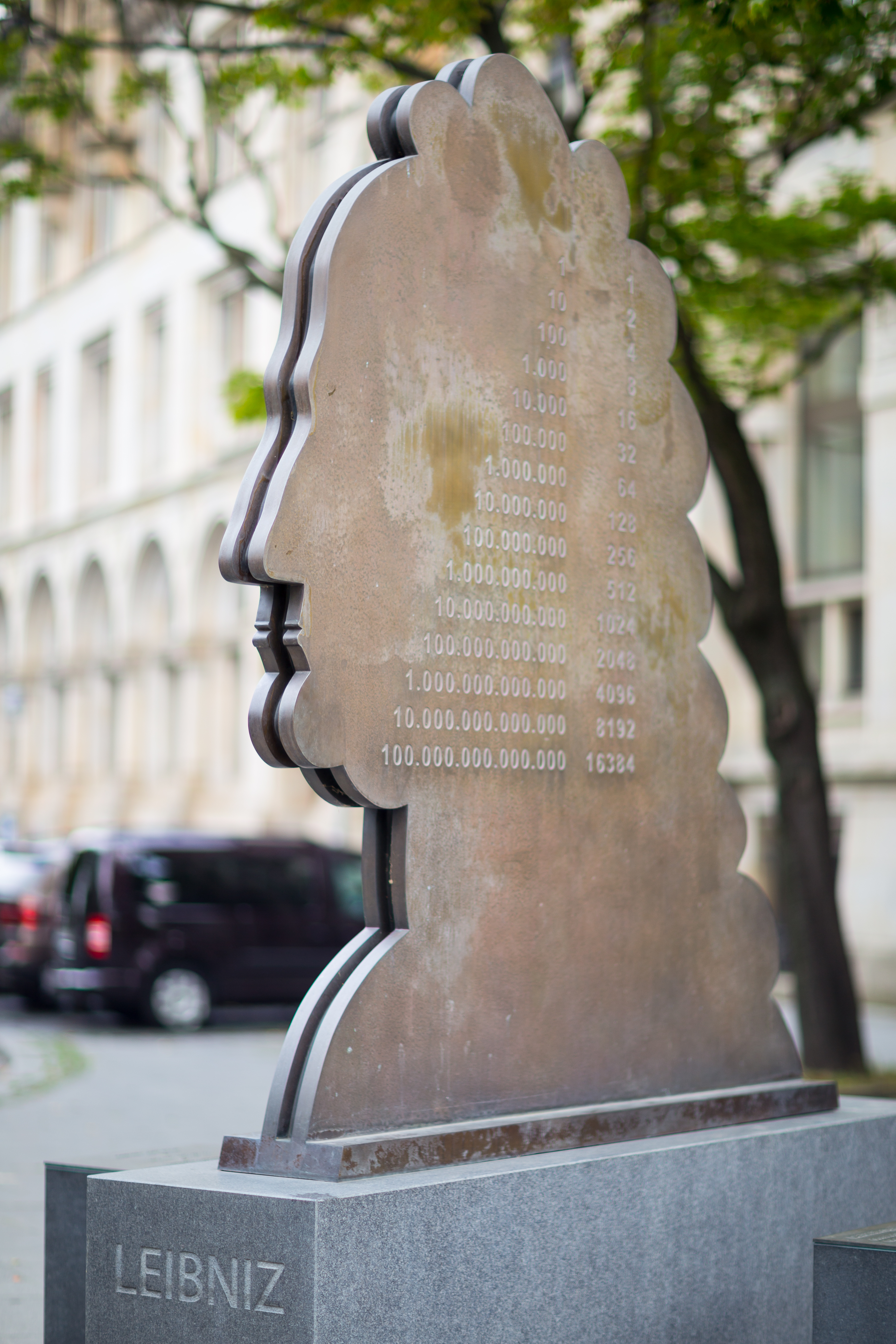
Face arrière du monument Leibniz de Hanovre rappelant les travaux du mathématicien sur le système binaire.

- Les hexagrammes chinois, plus tard reconnus comme la première expression d'une numération binaire, apparaissent dans le Yi Jing vers 750 av J.C, période des Zhou de l'Ouest[3]. Mais leur signification mathématique, si elle a été connue, fut oubliée ensuite[4].
- Le mathématicien indien Pingala est crédité d'une table représentant 0 à 7 en numération binaire, dans son Chandaḥ-śāstra, datant peut-être du troisième ou deuxième siècle av. J.-C.[5],[6].
- Vers 1600, le mathématicien anglais Thomas Harriot effectue des opérations en numération binaire, ainsi qu'en témoigne ses manuscrits publiés récemment seulement[7].
- À la même époque, Francis Bacon utilise un code secret bilitère (à deux lettres) pour protéger ses messages : il remplace les lettres du message par leur position en binaire, puis les 0 et les 1 par des A et des B. Exemple : lettre E → 5 → 00101 → codée AABAB[8].
- John Napier, mathématicien écossais inventeur des logarithmes, dans son traité Rhabdologie publié en 1617, décrit trois systèmes pour faciliter les calculs ; un d'entre eux, dit checkerboard, est binaire[9].
- L'Espagnol Caramuel dans Mathesis biceps vetus et nova publié en 1670 paraît être le premier à avoir donné une étude des numérations non décimales, dont binaire, succinctement[10].
- À Leibniz revient d'avoir étudié le système binaire pour lui-même, montré comment s'y pratiquent les quatre opérations (« si aisées qu’on n’a jamais besoin de rien essayer ni deviner, comme il faut faire dans la division ordinaire[11] »), noté que ce calcul « est le plus fondamental pour la science, et donne de nouvelles découvertes[11] », et même envisagé que « ce type de calcul pourrait également être réalisé avec une machine (sans roues), de la manière suivante certainement très facilement et sans effort. Avec une boîte munie de trous, qui peuvent être ouverts et fermés[12]. »
 En outre, ayant communiqué « au R. P. Bouvet, Jésuite Français célèbre, qui demeure à Pékin, (sa) manière de compter par 0 et 1, il n’en fallut pas davantage pour lui faire reconnaître que c’est la clef des figures de Fohy », en 1701[11]. Ainsi fut déchiffrée l’énigme des hexagrammes attribués à Fuxi, et Leibniz fait ensuite publier son exposé du système binaire par l'Académie des sciences de Paris en 1703[11].
- En 1847, George Boole publie les premiers travaux de son algèbre binaire, dite booléenne, n'acceptant que deux valeurs numériques : 0 et 1.
- En 1872, une application du système binaire pour la résolution du problème du baguenodier est publiée (Luc-Agathon-Louis Gros, Théorie du baguenodier par un clerc de notaire lyonnais, Lyon, Aimé Vingtrinier, 1872 (lire en ligne))
- En 1876, L.-V. Mimault dépose le brevet 3011 concernant :
  - les systèmes télégraphiques multiples, imprimeurs et écrivants basés sur des combinaisons mécaniques ou graphiques provenant de « (X + 1) puissance m » ;
  - les systèmes télégraphiques multiples, imprimeurs et écrivants basés sur des combinaisons de la progression 1 : 2 : 4 : 8 : 16[13].